# Грецько-канадські відносини
Гре́цько-кана́дські відно́сини — двосторонні міжнародні відносини між Грецією та Канадою. Обидві країни стали першими, що змінились та вперше обмінялись послами в 1942. Держави є членами ООН, Організації економічного співробітництва та розвитку, Організації з безпеки й співробітництва в Європі та НАТО.
У Греції є посольство в Оттаві, а також 3 генеральні консульства в Монреалі, Торонто та Ванкувері. У Канади є посольство з консульським відділом в Афінах, а також почесне консульство в Салоніках.
У Канаді проживає сильна грецька громада.

## Список двосторонніх договорів та угод[1]

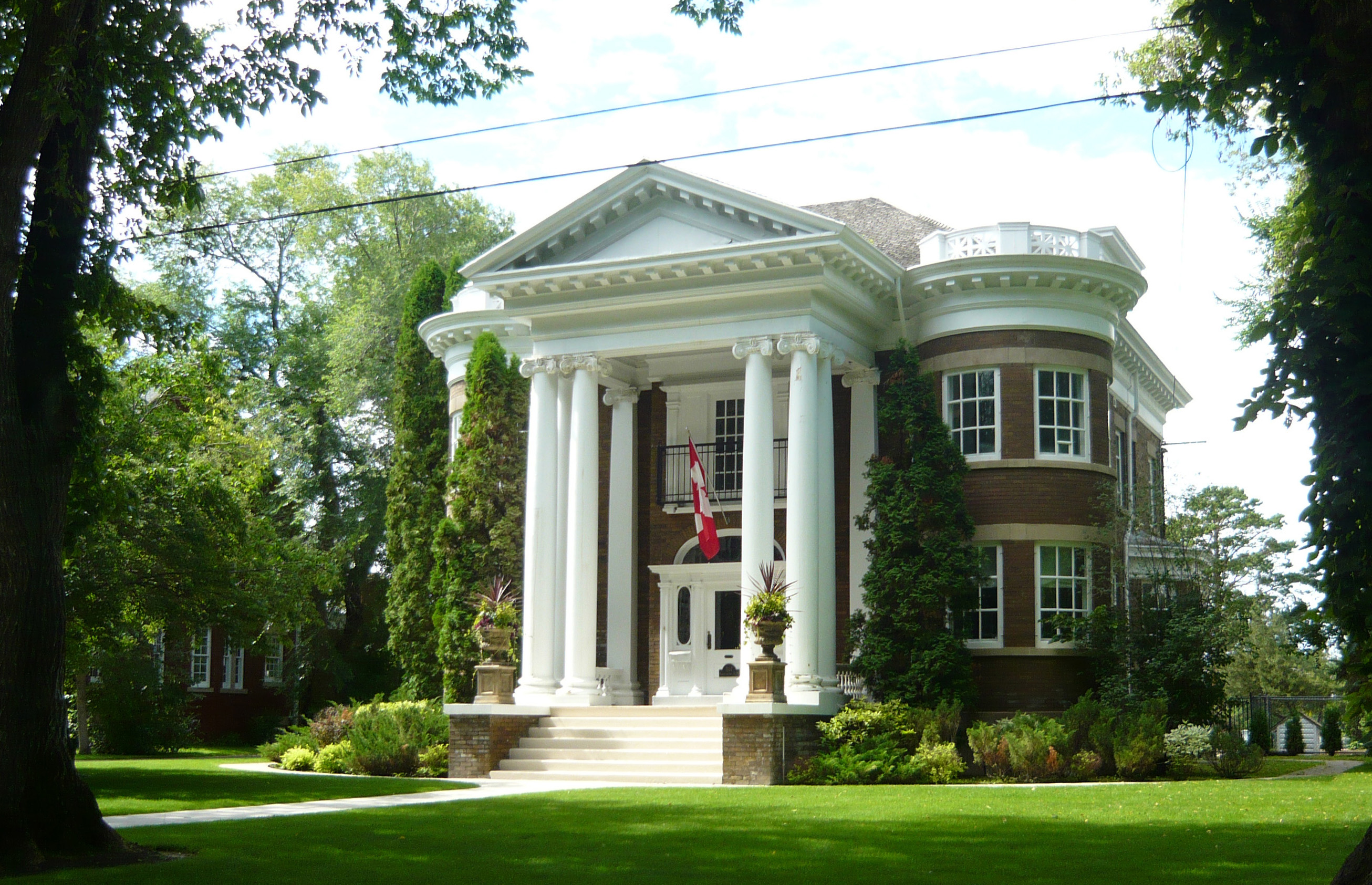
Архітектура грецького Відродження в Саскатуні, Канада

- Договір про оподаткування компаній з перевезень вантажів (1929 рік)
- Договір про соціальний захист (1981 рік)
- Договір про регулярне авіасполучення (1987 рік)
- Переглянутий договір про регулярне авіасполучення
- Договір про уникнення подвійного оподаткування

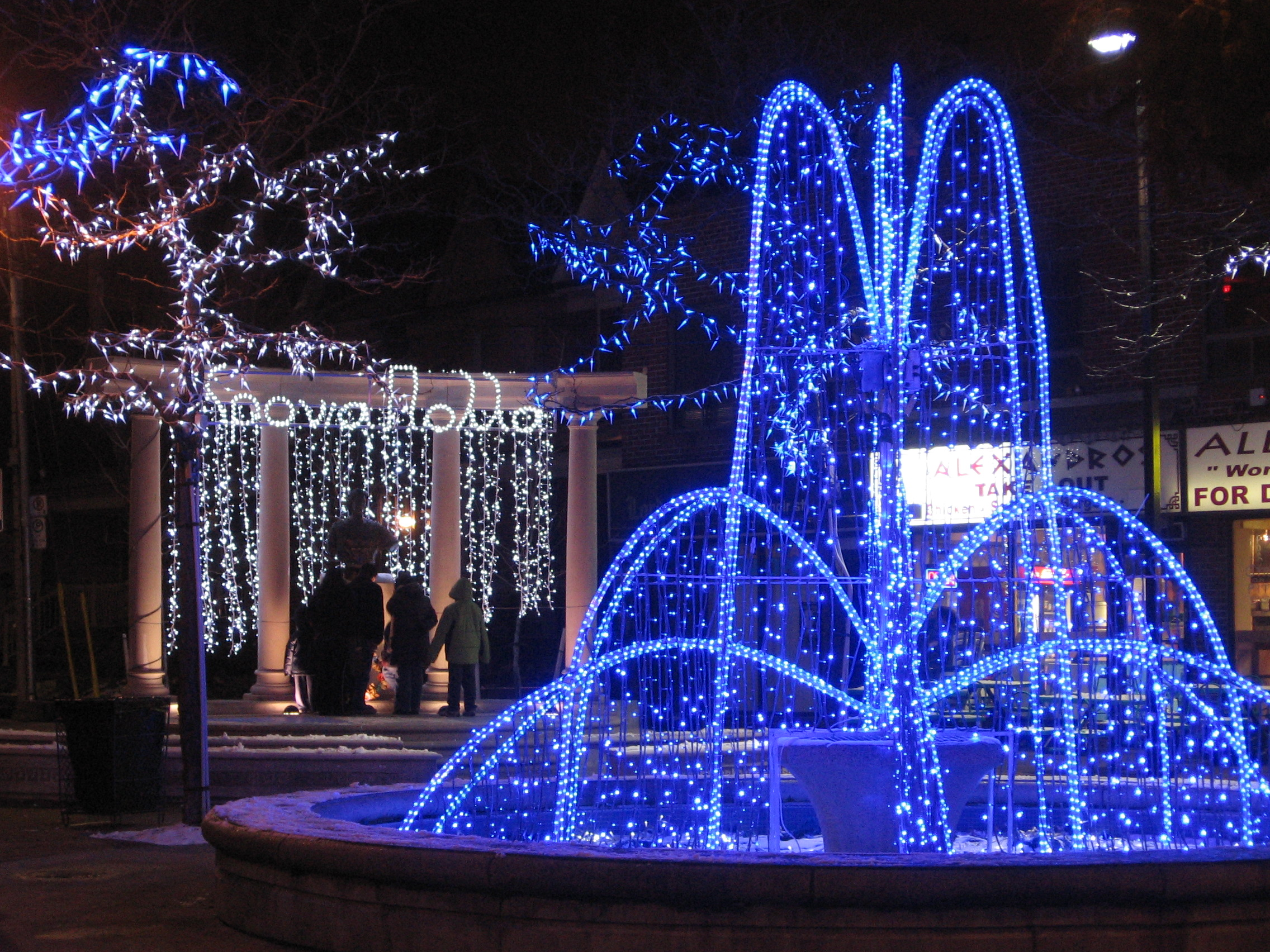
Грецьке містечко Торонто на різдво

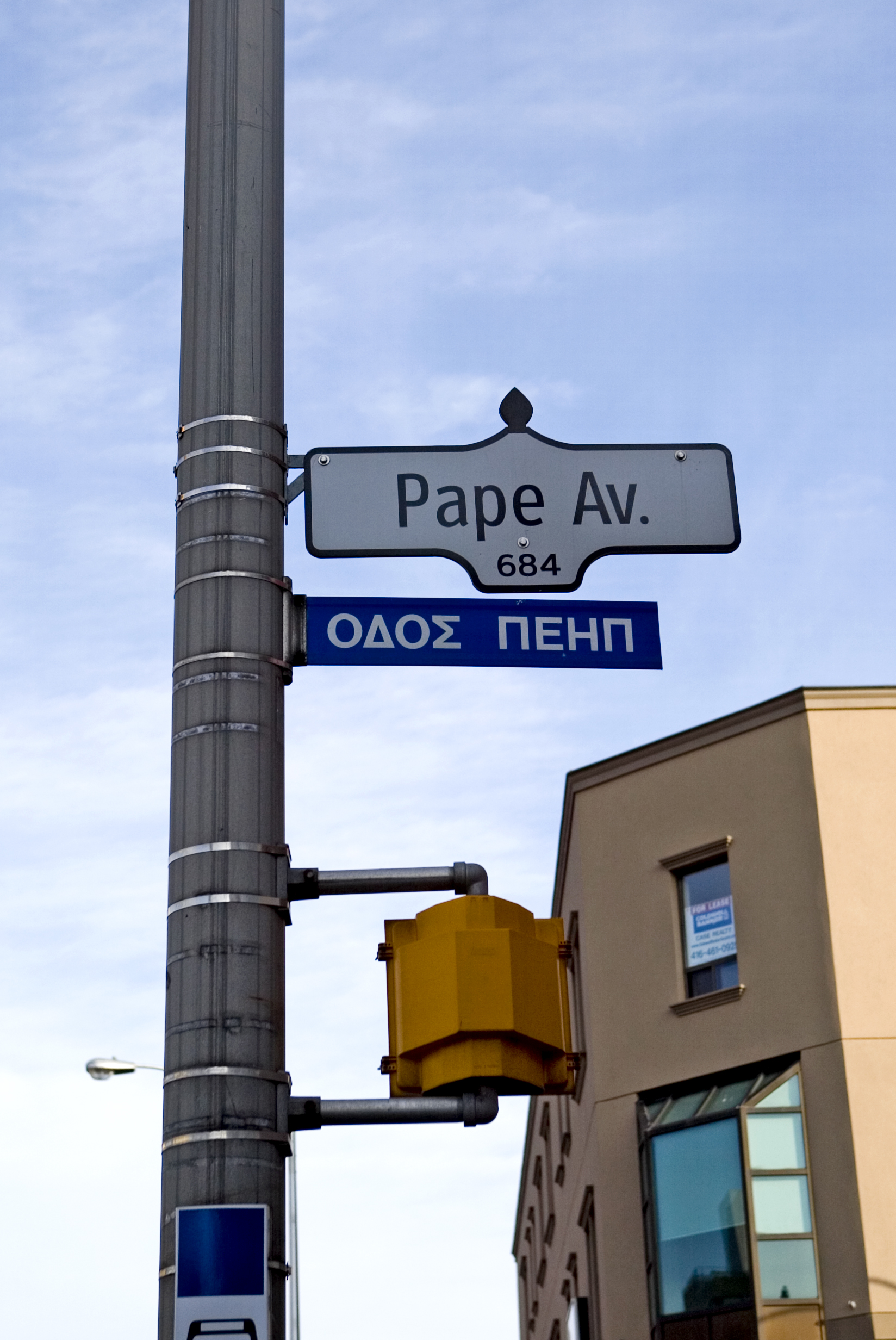
Грекомовна назва вулиці в грецькому містечку Торонто

## Торгові відносини
Греція з Канади імпортує консервовані продукти харчування, алюміній, жири та олії, а також добрива. Основними продуктами експорту Канади до Греції є: папір, хутро, устаткування, овочі, продукти авіаційного та фармацевтичного характерів.
Грецькі представники бізнесу, що мають справу з Канадою, та канадські компанії, що діють у Греції 1996 року створили Грецько-канадську торгово-промислову палату, місією якої є сприяння розвитку ділових відносин між двома країнами в галузях торгівлі, фінансів, сервісів та інвестувань.
Двостороння торгівля товарами між Грецією та Канадою 2011 року сягнула позначки в 256,3 млн доларів США. Грецькі експорти, які переважно складались з продуктів харчування, жирів, олій (не неочищених) та заліза й сталі, 2011 року сягнули 168,2 млн доларів США. Експорт Канади до Греції відповідав 88,1 млн доларів США, переважними товарами в якому були хутро, овочі та фармацевтичні продукти.